# ماثيو تارانت
ماثيو تارانت (بالإنجليزية: Matthew Tarrant)‏ هو مجدف بريطاني، ولد في 11 يوليو 1990 في أشفورد ‏ في المملكة المتحدة.

## وصلات خارجية
- ماثيو تارانت على موقع الاتحاد الدولي للتجديف (الإنجليزية)